# Figueiró dos Vinhos e Bairradas
Figueiró dos Vinhos e Bairradas (oficialmente: União das Freguesias de Figueiró dos Vinhos e Bairradas) é uma freguesia portuguesa do município de Figueiró dos Vinhos, com 53,49 km² de área e 3460 habitantes (censo de 2021). A sua densidade populacional é 64,7 hab./km².

## História
Foi constituída em 2013, no âmbito de uma reforma administrativa nacional, pela agregação das antigas freguesias de Figueiró dos Vinhos e Bairradas e tem a sede em Figueiró dos Vinhos.

## Demografia
A população registada nos censos foi:
| Distribuição da População por Grupos Etários | Distribuição da População por Grupos Etários | Distribuição da População por Grupos Etários | Distribuição da População por Grupos Etários | Distribuição da População por Grupos Etários | Distribuição da População por Grupos Etários |
| -------------------------------------------- | -------------------------------------------- | -------------------------------------------- | -------------------------------------------- | -------------------------------------------- | -------------------------------------------- |
| Antes da agregação                           |                                              |                                              |                                              |                                              |                                              |
| Ano                                          | 0-14 anos                                    | 15-24 anos                                   | 25-64 anos                                   | >= 65 anos                                   | Total                                        |
| 2001                                         | 594                                          | 552                                          | 2278                                         | 1021                                         | 4445                                         |
| 2011                                         | 433                                          | 366                                          | 2013                                         | 1103                                         | 3915                                         |
| Após a agregação                             |                                              |                                              |                                              |                                              |                                              |
| Ano                                          | 0-14 anos                                    | 15-24 anos                                   | 25-64 anos                                   | >= 65 anos                                   | Total                                        |
| 2021                                         | 336                                          | 265                                          | 1659                                         | 1200                                         | 3460                                         |